# کاتلین ادواردز
کاتلین مارگارت ادواردز (زاده ۱۱ ژوئیه 1978) یک خواننده، ترانه‌سرا و موسیقیدان کانادایی است. اولین آلبوم او، شکست خورده، در سال ۲۰۰۲ حاوی تک آهنگ‌های "Six O'Clock News" و "Hockey Skates" بود. دو آلبوم بعدی او - بازگشت به من و درخواست گل - هر دو در لیست بیلبورد ۲۰۰ قرار گرفتند و به ۱۰ آلبوم برتر چارت برتر گرمازدگان برتر بیلبورد رسیدند. در سال ۲۰۱۲، چهارمین آلبوم استودیویی ادواردز، Voyageur، اولین آلبوم ادواردز شد که در بین ۱۰۰ و ۴۰ آلبوم برتر ایالات متحده قرار گرفت و در رتبه ۳۹ بیلبورد ۲۰۰ ایالات متحده و شماره ۲ در کانادا قرار گرفت. در سال ۲۰۱۲، آهنگ "A Soft Place To Land" برنده جایزه ترانه‌سرایی سوکان شد. صدای موسیقی او با سوزان وگا با نیل یانگ مقایسه شده‌است.
ادواردز، دختر یک دیپلمات بود و بخشی از جوانی خود را در کره و سوئیس گذراند. پدر او لئونارد ادواردز، معاون سابق وزیر امور خارجه است. در سن ۵ سالگی، ادواردز مطالعات ویولن کلاسیک را آغاز کرد که تا ۱۲ سال بعد ادامه یافت. در دوران نوجوانی او در خارج از کشور زندگی می‌کرد، جایی که بیشتر وقت خود را صرف گوش دادن به آهنگ‌های برادرش از نیل یانگ و باب دیلن می‌کرد.
پس از دبیرستان، او تصمیم گرفت که در تحصیلات پس از متوسطه شرکت نکند، در عوض تصمیم گرفت در باشگاه‌های محلی بازی کند.

او در فیلم چیزهایی که هرگز به شما نگفتم بازی کرده است.